# Kościół św. Jakuba w Hamburgu
Kościół św. Jakuba w Hamburgu (niem. Hauptkirche Sankt Jacobi (Hamburg), Sankt Jacobi-Kirche) – jest jednym z pięciu głównych kościołów Starego Miasta. Pomimo wielu zmian na przestrzeni dziejów i ogromnych zniszczeń podczas drugiej wojny światowej jest kościół św. Jakuba jednym z niewielu zachowanych średniowiecznych budynków w centrum miasta.

## Położenie
Kościół św. Jakuba leży w centrum Hamburga, na Starym Mieście niedaleko ulicy Mönckebergstraße, od której oddziela go rząd budynków. Od strony południowej przylega kościół do ulicy Steinstraße, niegdyś jednej z głównych ulic dawnego Hamburga. Po drugiej stronie ulicy Steinstraße bierze swój początek słynny Kontorhausviertel. Cała zabudowa w sąsiedztwie kościoła jest w stosunku do niego młoda, powstała bowiem przeważnie w XX w.

## Historia
Kościół św. Jakuba powstał na miejscu wcześniejszej kaplicy św. Jakuba, na szlaku pielgrzymkowym zwanym Drogą św. Jakuba, który z czasem stał się zaczątkiem późniejszej ulicy Steinstraße na tym obszarze. Kościół otrzymał wezwanie św. Jakuba. Pierwsza wzmianka o nim pochodzi z 1255; leżał on wtedy na wschód od Heidenwall (ówczesnych drewniano-ziemnych obwałowań miejskich). W 1260 po rozbudowie obwarowań kościół św. Jakuba leżał już wewnątrz nich. Nic bliższego nie wiadomo na temat samego kościoła.
W XIV w. podjęto jego budowę na nowo. Pomiędzy 1350 a ok. 1400 wzniesiono trójnawowy, kościół halowy w stylu gotyckim, podobny do leżącego w pobliżu kościoła św. Piotra. W 1438 dobudowano od wschodu zakrystię, będącą dzisiaj jedynym przykładem świeckiej architektury tamtych czasów w Hamburgu. W latach 1493–1508 wybudowano w kościele od strony południowej dodatkową, czwartą nawę. Była ona niższa pod pozostałych naw, nakryta została jednak wspólnym z nimi dachem. Ówczesna wieża kościelna składała się z pięciu kondygnacji i była zwieńczona nie hełmem, jak dzisiaj, lecz podwójnym, równoległym dachem dwuspadowym. Dopiero między 1587 a 1590 zwieńczono wieżę późnogotyckim w formie, hełmem, podobnym do tego z pobliskiej, nieistniejącej dzisiaj, kaplicy św. Gertrudy.
Dalsze zmiany w wyglądzie budowli nastąpiły w XVIII w., kiedy to pojawiły się problemy ze statycznością fasady zachodniej; postanowiono w związku z tym wzmocnić fundamenty i mury kościoła. Plan przebudowy sporządził architekt Johann-Nikolaus Kuhn.

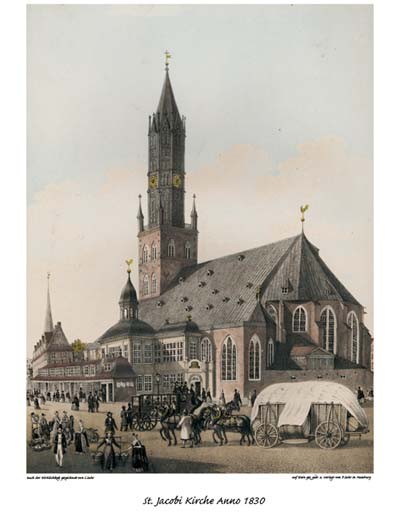
Kościół św. Jakuba w 1830

W latach 1806–1813 kościół św. Jakuba służył jako stajnia oddziałom napoleońskim, podobnie jak wiele innych kościołów. Na przełomie lat 1826/27 dotychczasowy późnogotycki hełm, na którym z powodu postępującego niszczenia budowli pojawiły się rysy, został zastąpiony nowym, zbudowanym według planów Hermanna Fersenfelda. Dalsze zmiany nastąpiły w latach 1860-1869, kiedy to podjęto zakrojone na szeroka skale prace renowacyjne pod kierunkiem angielskiego architekta Isaiaha Wooda. Dotychczasowy dach miedziany wymieniono na poszycie łupkowe a do południowej strony kościoła dobudowano wydłużony, neogotycki portal wejściowy. Pod koniec XIX wieku odnowiono też wnętrze świątyni.
Kościół został zniszczony podczas drugiej wojny światowej; w 1944 podczas bombardowań alianckich zapaliła się wieża, po czym runęła na dach i przebijając go, wpadła do środka świątyni niszcząc kompletnie jej wnętrze. Zdołano jednak na czas wynieść cenne wyposażenie wnętrza, ratując je przed niechybnym zniszczeniem.
Po wojnie postanowiono odbudować kościół. Odbudowę prowadzono według wzorów średniowiecznych. Zakończyła się ona w 1963; jedynie wieża otrzymała współczesny wygląd. Zrekonstruowano ją, podobnie jak i pozostałe wieże pięciu hamburskich kościołów, aby miasto na powrót odzyskało swą historyczną panoramę.

## Architektura
Dzisiejszy kościół św. Jakuba jest świątynią czteronawową, pięcioprzęsłową, z obszerną kruchtą i z zachodnią wieżą, zbudowaną na planie kwadratu, zwieńczoną współczesnym hełmem, wykonanym z żelbetonu, wzniesionym na podstawie ośmiokąta, przechodzącym w górnej części w ostrosłup. Wysokość wieży wynosi 125 m.
W wieży znajduje się 5 dzwonów odlanych w 1959 przez Rinkera w Sinn). Dzwony mają tonację: a°-c'-d'-f'-g'-b'-c".

### Wystrój wnętrza
Po wojnie okna prezbiterium otrzymały nowe witraże autorstwa Charlesa Crodela. Powstały one w latach 1959-1960 i przedstawiają główne wydarzenia roku kościelnego. Zwiastowanie, Boże Narodzenie, Wielki Piątek i Mękę Pańską, Wielkanoc i Zesłanie Ducha Świętego a ponadto początek kościoła św. Paweł. Charles Crodel był też projektantem witraży do kościołów św. Mateusza (Matthäuskirche) w Winterhude i Mariackiego (St. Marien) w Fuhlsbüttel.
Uwagę zwraca również Herrensaal (Sala Dostojników), służąca pierwotnie jako biblioteka. Od 1543 była salą zebrań duchowieństwa. W 1710 otrzymała ona nowy wystrój. Malowidła na suficie, przedstawiające alegorie cnót mieszczańskich, wskazują na znaczenie rady parafialnej dla miejskiego regimentu. Wyszły one, podobnie jak malowidła pejzażowe pokrywające ściany, spod pędzla Johanna Moritza Riesenbergera. Herby na ścianach sali przedstawiają z kolei pastorów, dostojników kościelnych i ławników począwszy od XVII w.

#### Ołtarze
W kościele św. Jakuba zachowały się trzy ołtarze szafkowe:
- St.-Trinitatis-Altar (ołtarz św. Trójcy) w prezbiterium, z ok. 1518, jest darem cechu bednarzy i był niegdyś jednym z 20 ołtarzy, podarowanych przez różne cechy. Jego część środkowa ukazuje od góry Trójcę Przenajświętszą a pod nią Maryję z Dzieciątkiem, otoczoną promieniami zakończonymi różami. Skrzydła ołtarza przedstawiają sceny z życia Maryi: zwiastowanie, nawiedzenie Elżbiety, narodziny Jezusa, spotkanie ze zmartwychwstałym Jezusem i Wniebowzięcie. Znajdujące się w pobliżu ołtarza krucyfiks i świeczniki zaprojektował Fritz Fleer (1921-1977).
- St.-Petri-Altar (ołtarz św. Piotra) w pierwszej nawie południowej pochodzi z 1508 i jest darem cechu rybaków. Jego cześć centralną wypełnia Maryja z Dzieciątkiem oraz księżyc a pod nim upadły anioł symbolizujący koniec ery szatana wraz z narodzinami Jezusa. Lewe skrzydło ołtarza ukazuje powołanie św. Piotra na pasterza kościoła i wręczenie mu kluczy do Królestwa Niebieskiego, zaś prawe – św. Gertrudę witającą pielgrzymów do św. Jakuba i jej wybór na przeoryszę klasztoru.
- St.-Lukas-Altar (ołtarz św. Łukasza) w drugiej nawie południowej, dzieło Hinrika Bornemanna sprzed 1500 Ołtarz ten pochodzi z nieistniejącej już dzisiaj Katedry Mariackiej. Przeniesiono go do kościoła św. Jakuba po jej wyburzeniu w 1805. Ołtarz został ufundowany przez cech malarzy i szklarzy, którzy założyli bractwo św. Łukasza. Środkowa część i prawe skrzydło ołtarza jest datowane na lata pomiędzy 1452-1463 a lewe skrzydło na 1499. Hinrik Bornemann zmarł w trakcie prac nad ołtarzem. Malowidła na skrzydłach bocznych dokończyli prawdopodobnie Absalom Stumme i Wilm Dedeke. Część centralna ołtarza przedstawia Maryję z Dzieciątkiem i malującego ich św. Łukasza. Scenę obserwują ojcowie kościoła: św. Ambroży, św. Hieronim, św. Grzegorz Wielki, św. Augustyn a także diakon, św. Cyriak. Motywem lewego skrzydła ołtarzowego jest spotkanie zmartwychwstałego Jezusa z uczniami na drodze do Emaus (Łuk. 24, 13-30) zaś prawego – średniowieczna ars moriendi, śmierć św. Łukasza w Betanii i wzięcie jego duszy do nieba.

#### Organy

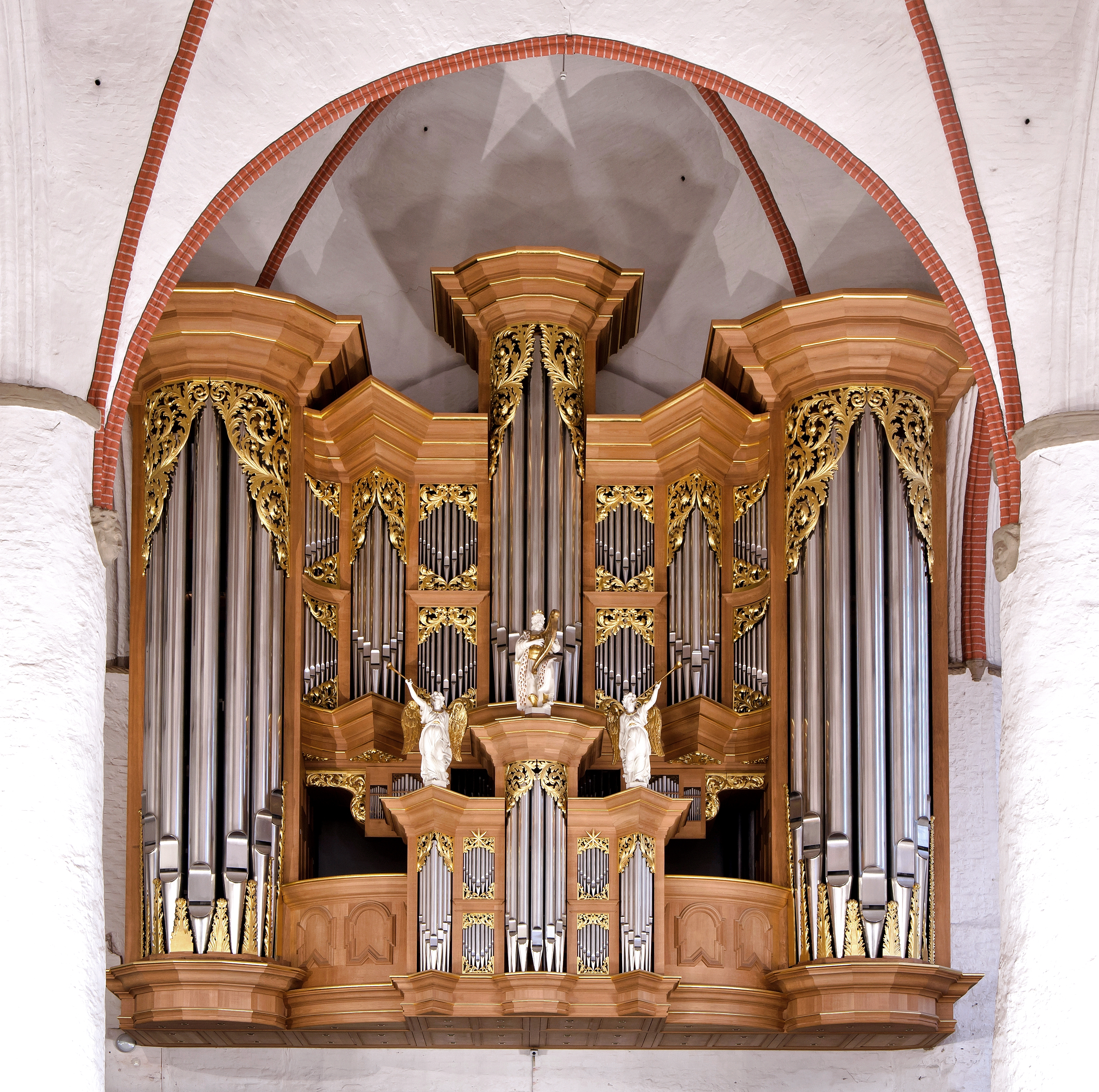
Organy Arpa Schnitgera

Sławne organy kościoła św. Jakuba, pochodzące z 1693 dzieło Arpa Schnitgera, umieszczone na emporze zachodniej, mające 60 głosów podzielonych na 4 manuały i pedał i ok. 4000 piszczałek są największymi barokowymi organami, jakie zachowały do naszych czasów na terenie północnych Niemiec.
Organy po wybudowaniu szybko zdobyły sobie sławę jednych z najlepszych w mieście, obok odrestaurowanych organów w kościele św. Katarzyny (1674) i św. Mikołaja (1682, również dzieło Schnitgera). Ich sława wkrótce przekroczyła granice Hamburga.
W 1720 o posadę pierwszego organisty kościoła św. Jakuba ubiegał się sam Johann Sebastian Bach, jednak z uwagi na to iż jego rywalowi o to stanowisko udało się skuteczniej pozyskać względy rady kościelnej, zrezygnował i wyjechał do Lipska.
Organy Schnitgera przetrwały niemal w niezmienionej formie do początków XX wieku. W 1904 w miejsce dotychczasowych 12 miechów mechanicznych wprowadzono napęd elektryczny. W latach 1928–1930 miała miejsce kolejna restauracja organów; tym razem pod kierunkiem Hansa Henny Jahnna naprawiono 5 głosów. W czasie drugiej wojny światowej organy uległy częściowemu zniszczeniu i po wojnie podjęto, równolegle z odbudową kościoła, żmudne dzieło ich restauracji.
W 1959 zrekonstruowano stół gry i prospekt organowy. Powrócił również na swoje miejsce charakterystyczny element wystroju prospektu organowego – trzy figury, autorstwa Christiana Prechta, przedstawiające króla Dawida w otoczeniu dwóch aniołów. Prowizorycznie naprawione organy mogły znów być używane.
W latach 1989–1993 organy przeszły gruntowną i kosztowną restaurację. Tym razem pieczołowicie zrekonstruowano według pierwotnych planów elementy zniszczone w czasie wojny (m.in. piszczałki) i odnowiono cały prospekt organowy. Odrestaurowane organy zostały uroczyście poświęcone na Wielkanoc 1993; od tamtej też pory rozbrzmiewają podczas każdego niedzielnego nabożeństwa.

#### Pozostałe wyposażenie
Z wyposażenia kościoła na uwagę zasługują ponadto:
- sześciokątna ambona z 1610, dzieło Georga Baumanna, wybitny przykład sztuki kamieniarskiej swojej epoki, wykonana z alabastru, kolorowego marmuru i czarnego piaskowca. Jest bogato dekorowana m.in. motywami z życia Jezusa: zwiastowaniem, jego narodzinami, ukrzyżowaniem, zmartwychwstaniem i wniebowstąpieniem, a także wyobrażeniami czterech ewangelistów: św. Mateusza z aniołem, św. Marka z lwem, św. Łukasza z bykiem i św. Jana z orłem. Ambona jest zwieńczona rzeźbą przedstawiającą Zesłanie Ducha Świętego.

- 2 obrazy na ścianie północnej kościoła, będące wybitnymi przykładami malarstwa północnoniemieckiego: "Bogacz i śmierć", Davida Kindta z 1622 oraz malowidło Joachima Luhna przedstawiające panoramę Hamburga, namalowane pierwotnie dla ratusza w 1681 roku a następnie podarowane kościołowi św. Jakuba w 1819.

- chrzcielnica z 1827, wykonana z czerwonego marmuru.